# Darwyn Cooke
Darwyn Cooke (Toronto, 16 novembre 1962 – Florida, 14 maggio 2016) è stato un fumettista e animatore canadese. Nel corso della sua carriera da animatore ha lavorato alle serie di successo Batman TAS e Superman TAS, per poi approdare stabilmente nel mondo del fumetto. Tra i suoi lavori più noti, il graphic novel Batman: Ego, annoverato tra le fonti di ispirazione di Matt Reeves per il film The Batman, e la miniserie DC: La nuova frontiera, entrambi per DC Comics.

## Biografia
Il più grande di tre figli, Darwyn Cooke sviluppa la sua passione per la narrativa in tenera età grazie ai giocattoli, ai racconti del nonno e alla collezione di fumetti ricavata dalle vendite di garage. La passione per i fumetti nasce in seguito alla visione della serie televisiva di Batman con protagonista Adam West, e si consolida con la lettura di albi di Casper, Richie Rich, Hot Stuff e Archie. Decide di intraprendere la carriera di fumettista a 13 anni, ispirato dalla lettura di Spectacular Spider-Man #2 e della storia Night of the Stalker, contenuta nell'albo Detective Comics (Vol. 1) #439. Successivamente frequenta il George Brown College of Applied Arts and Technology, facendo le sue esperienze di graphic design sulla rivista musicale indie New Music Express.

## Carriera
All'età di 20 anni termina gli studi d'arte e compie un viaggio a New York, dove propone una storia con protagonista un detective alla DC Comics. La storia viene visionata dal Sal Amendola, disegnatore di Night of the Stalker, che la sottopone all'editor Julius Schwartz. Nonostante non fosse una storia di supereroi, viene comunque approvata e pubblicata nel 1985 su New Talent Showcase n. 19. In seguito fonda un proprio studio e abbandona l'industria dei comics per 17 anni, dedicandosi principalmente ai lavori di grafico, art director e product designer per riviste e animazione.
Negli anni novanta, in seguito alla lettura di un inserto pubblicitario sul The Comics Journal, scopre che la Warner Bros. Animation è in cerca di artisti per la serie animata di Batman. Cooke realizza quindi una breve sequenza animata da proporre allo studio, cercando di rimanere il più fedele possibile allo stile del character designer Bruce Timm. La sequenza gli frutta l'assunzione da parte dello studio, portandolo a lavorare alle serie Batman TAS, Superman TAS e Batman of the Future, pur continuando a proporre progetti per fumetti senza che questi si concretizzino.
Nel 1994 decide di prendersi una pausa dal mondo dell'animazione per proporre il graphic novel Batman: Ego. Pur ricevendo apprezzamenti da diversi editor, tra cui Archie Goodwin e Dennis O'Neil, lo stile grafico della storia viene giudicato inadatto al periodo storico, dominato dallo stile estremo dei fondatori della Image Comics. Quattro anni dopo, il direttore artistico della DC Comics, Mark Chiarello, ritrova la proposta di Cooke, nel frattempo tornato a lavorare come animatore, e gli propone di portare a termine il progetto. Uscito ufficialmente nel 2000, Batman: Ego riscuote un ottimo successo di critica, lanciando definitivamente la carriera fumettistica del suo autore.
Nel 1999, ispirato dal successo della JLA scritta da Grant Morrison, Chiarello propone a Cooke di lavorare a una storia sul medesimo supergruppo, gettando le basi per la lavorazione della miniserie DC: La nuova frontiera, pubblicata solo 2004 a causa di numerose ingerenze da parte degli editor riguardo ai numerosi personaggi coinvolti.
Nel 2001 collabora con Ed Brubaker e Mike Allred, rinnovando il personaggio di Catwoman; prima con Trail of the Catwoman, miniserie di quattro numeri apparsa su Detective Comics nn. 759-762, in cui il detective privato Slam Bradley investiga sulla morte di Selina Kyle, ed in seguito con Il colpo grosso di Selina (Selina's Big Score), storia tra le preferite di Cooke. Concluso il lavoro su Catwoman, comincia a lavorare alle testate Marvel X-Force, Wolverine/Doop e Spider-Man's Tangled Web, salvo poi allontanarsi dalla casa editrice in seguito a dissidi con l'editor Axel Alonso. Parallelamente collabora anche al progetto Just Imagine... Stan Lee per DC, occupandosi dell'albo dedicato a Catwoman.
Nel 2005, poco dopo la morte del suo creatore Will Eisner, DC Comics ottiene i diritti del personaggio di The Spirit e a Cooke viene commissionata una testata atta a rilanciare il personaggio. Il progetto chiude dopo solo un anno a causa dell'abbandono di J. Bone, stretto collaboratore di Cooke, e del cambio del team editoriale.
Nel 2006 lancia insieme al disegnatore Tim Sale la testata Superman Confidential, che presentava storie ambientate nei primi anni della carriera del personaggio di Superman.
Dal 2008 adatta in una serie di graphic novel pubblicati da IDW Publishing i romanzi con protagonista il personaggio di Parker dello scrittore Richard Stark (pseudonimo di Donald E. Westlake).
Nel 2012 viene coinvolto nel progetto Before Watchmen, una serie di prequel atti a far luce sul passato dei personaggi creati da Alan Moore e Dave Gibbons nella miniserie Watchmen. In questa occasione collabora con Amanda Conner alla miniserie dedicata a Spettro di Seta.
Nel 2016 porta a termine il suo ultimo lavoro, la miniserie The Twilight Children su testi di Gilbert Hernandez, pubblicata sotto l'etichetta Vertigo supervisionata da Shelly Bond.
Il 14 maggio 2016, il giorno dopo aver dato notizia che l'autore fosse afflitto da un cancro allo stadio terminale, la famiglia ha dato comunicazione che Darwyn Cooke era venuto a mancare all'età di 53 anni.

## Riconoscimenti
Cooke è stato insignito di un Eisner Award come Best Limited Series, e di un Joe Shuster Award come Outstanding Canadian Comic Book Cartoonist.

## Opere

### Come disegnatore o scrittore/disegnatore
- 9–11: The World's Finest Comic Book Writers & Artists Tell Stories to Remember, Volume Two (2002).
- All-Star Western #34 (DC, 2014).
- Batman: Ego (DC, 2000).
- Batman/The Spirit (DC, 2006). Con Jeph Loeb.
- Before Watchmen: Minutemen #1–6 (DC, 2012).
- Catwoman vol. 3 #1–4 (DC, 2001–2002). Con Ed Brubaker.
- Catwoman: Selina's Big Score (DC, 2002).
- Creator-Owned Heroes #6–8 (Image, 2012–2013).
- DC: The New Frontier #1–6 (DC, 2004).
- Green Lantern: Secret Files 2005 (DC, 2005). Con Geoff Johns.
- Jonah Hex vol. 2 #33, 50 (DC, 2008–2009).
- Justice League: The New Frontier Special (DC, 2008).
- Revengeance (Image).
- Richard Stark's Parker: The Hunter (IDW, 2009).
- Richard Stark's Parker: The Man With the Getaway Face – A Prelude to The Outfit (IDW, 2010).
- Richard Stark's Parker: The Outfit (IDW, 2010).
- Richard Stark's Parker: The Score (IDW, 2012).
- Richard Stark's Parker: Slayground (IDW, 2013).
- Solo #5 (DC, 2005).
- Spider-Man's Tangled Web #11, 21 (Marvel, 2002–2003).
- The Spirit #1–6, 8–12 (DC, 2006–2008).
- The Twilight Children #1–4 (Vertigo, 2016). Con Gilbert Hernandez.
- Weird War Tales War One-Shot #1 (DC, 2010).
- Wolverine/Doop #1–2 (Marvel, 2003). Con Peter Milligan.
- X-Force #124 (Marvel, 2002). Con Peter Milligan.

### Storie d'appendice come disegnatore
- Batman: Gotham Knights #23 (DC, 2001).
- Detective Comics #759–762 (DC, 2001).
- JSA: All Stars #3 (DC, 2003).
- Just Imagine Stan Lee with Chris Bachalo creating Catwoman (2002).
- Legion Worlds #2 (DC, 2001).
- Marvel Double Shot #3 (2002).
- X-Statix #1 (2002).

### Come scrittore
- Batman: Gotham Knights #33 (DC, 2002). Con Bill Wray.
- Before Watchmen: Silk Spectre #1–4 (DC, 2012). Con Amanda Conner.
- Solo #1 (DC, 2004). Con Tim Sale.
- Superman Confidential #1–5, 11 (DC, 2006–2008). Con Tim Sale.